# آناتولی بانیشفسکی
آناتولی بانیشفسکی (ترکی آذربایجانی: Anatoli Andreyeviç Banişevski؛ ۲۳ فوریهٔ ۱۹۴۶ – ۱۰ دسامبر ۱۹۹۷) یک بازیکن فوتبال و سرمربی اهل اتحاد جماهیر شوروی سوسیالیستی بود.
از باشگاه‌هایی که در آن بازی کرده‌است می‌توان به باشگاه فوتبال نفتچی باکو و تیم ملی فوتبال شوروی اشاره کرد.